# Gabriel Altmann
Gabriel Altmann (24. května 1931 Poltár, Československo – 2. března 2020 Lüdenscheid) byl slovenský a německý lingvista.
Je považován za významného lingvistu 20. století.[zdroj⁠?!] Ve svém oboru se zaměřuje především na kvantitativní lingvistiku a její jednotlivé oblasti, jako jsou synergetika, jazykové jednotky, fonetika, písmo, gramatika, sémantika, analýza textu, lexikologie, dialektologie, historická lingvistika, typologie, teorie pravděpodobnosti, statistika, denotativní analýza ad. Mimoto se Altmann také věnuje jazykovým zákonům, teorii jazyka či teorii pravděpodobnosti.
Profesor Gabriel Altmann působil v redakčních radách odborných periodik zaměřených na kvantitativní lingvistiku Journal of Quantitative Linguistics (Taylor&Francis Group), Glottometrics (RAM-Verlag), Glottotheory (De Gruyter). Neméně významným příspěvkem pro kvantitativní lingvistiku je Altmannův interaktivní software Altmann-Fitter, ve kterém je možno přiřadit četnostem dat z výběrového souboru příslušná jednorozměrná diskrétní rozdělení četností.

## Život
V letech 1953–1958 studoval Gabriel Altmann na Karlově univerzitě obory indonéská lingvistika a japonská filologie. Dva roky po svém absolutoriu odešel do Bratislavy, kde začal pracovat v Orientálním ústavu Slovenské akademie věd. Zde působil až do roku 1968. V tomto období obhájil svou habilitační práci Kvantitativne štúdie z indonezistiky – Quantitative Studien zur Indonesistik – a získal tak titul docenta (1964). Roku 1968 odešel z Bratislavy do Kolína nad Rýnem, kde mu bylo nabídnuto místo v Ústavu fonetiky na zdejší univerzitě. Zde pracoval dva roky. V roce 1970 přijal nabídku práce v Ústavu německého jazyka v Mannheimu a krátce nato i v Ústavu lingvistiky na Univerzitě Ruhr v Bochumi, kde nejprve působil jako hostující profesor a od roku 1971, kdy úspěšně obhájil práci s názvem Introduction to Quantitative Phonology (Exemplified on Indonesian), pak jako profesor matematické lingvistiky, a to až do svého odchodu do penze v roce 1996.

## Vědecká profilace

### Specializace osobnosti
Gabriel Altmann je považován za jednoho ze zakladatelů moderní kvantitativní lingvistiky. Ačkoliv se tento směr prosadil v jazykovědě již dříve, nebyla mu věnována dostatečná pozornost a představoval spíše marginální oblast výzkumu. Tato situace se změnila právě díky Gabrielu Altmannovi. Luděk Hřebíček považuje jeho přínos za jeden ze dvou mezníků lingvistiky 20. století, a ve svých úvahách dokonce zachází tak daleko, že lingvistiku druhé poloviny minulého století nazývá „lingvistikou altmannovskou“. Altmann ovlivnil lingvistiku nejen výsledky svých odborných prací či prostřednictvím žáků, které vychoval a kteří působí na prestižních univerzitách, nebo rozsáhlou editorskou činností, ale zejména svým pojetím vědy a lingvistiky.

### Oblast vědeckého zájmu osobnosti
Altmannovo pojetí kvantitativní lingvistiky se zakládá především na důrazu na formulaci vědeckých zákonů, jinými slovy vědeckých hypotéz, které jsou jádrem vědecké teorie a které lze testovat, tj. ověřit či vyvrátit. Jeho požadavek testovatelných hypotéz tak postavil lingvisty před nový úkol – aplikaci metod schopných testovat údaje o jazyku, a to zejména pomocí matematické statistiky a teorie pravděpodobnosti.
Altmannovy práce významně ovlivnily mezinárodní fórum International Quantitative Linguistics Association (IQLA), které se snaží reagovat na zvýšený zájem odborné veřejnosti o teoretickou i aplikovanou kvantitativní lingvistiku v oblastech, jako je strojový překlad, výuka jazyků či zpracování přirozeného jazyka, a zajišťovat spolupráci kvantitativních lingvistů (IQLA – International Quantitative Linguistics Association 2008–2012, [online]).
Altmann stál také za vznikem dvou periodik věnujících se primárně kvantitativně lingvistickým výzkumům jazyka a textu, a sice Journal of Quantitative Linguistics, ve kterém působí jako koeditor Reinhharda Köhlera, a Glottometrics, které je vydáváno pod Altmannovým vedením. Kromě vědecké práce se rovněž věnuje rozsáhlé editorské a překladatelské činnosti např. z malajštiny do slovenštiny nebo z ruštiny do němčiny.

### Teorie

#### Menzerath-Altmannův zákon
Gabriel Altmann objevil a popsal několik vědeckých zákonů. Jedním z nich je Menzerath-Altmannův zákon. Zákon původně vycházel z poznatků německého germanisty Paula Menzeratha. Menzerath vypozoroval v jazyce zvláštní jev, a sice že mezi slabikou a slovem existuje určitý vztah. Na základě rozboru německých slov došel v roce 1928 k závěru, že: „čím delší je slovo co do počtu slabik, tím kratší je jeho slabika“. Začal se tak zabývat otázkou vzájemných vztahů jazykových úrovní.
Altmann na něj v 80. letech minulého století navázal a zavedl dva nové pojmy, jazykový konstrukt a jazykový konstituent. Konstrukt definuje jako jazykovou jednotku na vyšší jazykové úrovni a konstituent pak jako jednotku na úrovni nižší, přičemž konstrukt lze dělit na konstituenty. Pomocí experimentů, které provedl spolu se svými žáky na různých jazycích a které testovaly vztahy mezi těmito jazykovými jednotkami na různých jazykových úrovních, prokázal, že mezi konstrukty a konstituenty existuje vzájemný vztah. Na základě získaných výsledků vytvořil hypotézu, která dosud nebyla vyvrácena: „čím delší je v jazyce konstrukt, tím kratší jsou v průměru jeho konstituenty“. Menzerathovo pozorování tak bylo zavedením nových jazykových pojmů zobecněno a povýšeno na jazykový zákon, pro který Altmann navrhl název Menzerathův zákon. Gabriel Altmann pro tento vztah odvodil z jednoduché diferenciální rovnice rovněž matematickou podobu ve formě mocninového zákona, jehož slovní formulace zní: „Konstituent je (v daném případě nepřímo) úměrný konstruktu povýšenému na (v daném případě negativní) parametr a celý tento výraz je řízený ještě dalším parametrem.“ Zkrácená matematická formule tohoto zákona má následující podobu:
yi = Aixi−bi,
kde xi představuje délku konstruktu měřenou v počtu jeho bezprostředních konstituentů, yi průměrnou délku jeho konstituentů měřenou v jednotkách na nejbližší nižší úrovni jazyka, tj. průměrném počtu jeho nejbližších nižších konstituentů, Ai, bi jsou kladné reálné parametry a i je počet zkoumaných jazykových úrovní.
Aplikace zákona umožňuje kvantitativní ověřování obecných definic jednotlivých jazykových úrovní, tedy definice jednotlivých jazykových konstruktů (od hlásek až po věty), a nadto definování další jazykové úrovně – nadvětných textových konstruktů, jejichž konstituenty tvoří na základě syntaxe definované segmenty textu.
Z důvodu přínosu obou vědců se pro zákon později vžilo označení Menzerath-Altmannův. Menzerath-Altmannův zákon představuje nejen milník ve vývoji vnímání jazyka, ale zároveň stojí za vznikem dílčích lingvistických disciplín.

#### Piotrowského zákon
Gabriel Altmann se zabýval také Piotrowského zákonem, pojmenovaným podle ruského lingvisty Raimunda G. Piotrowského, který se snažil vyjádřit procesy změn v jazyce pomocí matematického modelování. Jeho návrh Altmann spolu s dalšími vědci rozvedl. Základ zákona tvoří hypotéza, že matematickým vzorcem lze vyjádřit průběh jednotlivých změn v jazyce – od pomalého nástupu ke zrychlení šíření přes zlom a následně k poklesu rychlosti šíření změny až po úplný útlum. Těmito změnami mohou být např. různé trendy v jazyce – nárůst slovní zásoby, rozptýlení cizích či přejatých slov v jazyce, vybírání křestních jmen atd. Tyto a další informace viz „Change in Language“ [online]; Raimund G. Piotrovskij Passed Away 2008, [online].

## Osobnost v kontextu dějin

### Předchůdci
Počátky kvantitativní lingvistiky lze spatřit již ve druhé polovině 19. století, v době, kdy matematika začala pronikat do dalších vědních oborů. Za první propojení matematiky a jazykovědy by mohla být považována diskuse nad možností využití kvantitativních metod v lingvistice, na kterou poukazoval v polovině 19. století ruský matematik Viktor Jakovlevič Buňakovskij. Zohlednění statistiky při úvahách o jazyce se objevilo také na konci tohoto století u německého mladogramatika Hermana Paula. Dále lze např. uvést využití matematiky, resp. počtu pravděpodobností, při ověřování pravosti tzv. Rukopisu královédvorského a zelenohorského, které aplikoval v 80. letech 19. století český matematik a fyzik August Seydler.
Vůbec prvním lingvistou, jenž se začal zabývat frekvencí, byl Američan William Dwight Whitney, který ji použil v 70. letech 19. století při výzkumu anglických hlásek. Frekvenci uplatňovali i stenografové, mezi něž se řadí např. americký vynálezce Samuel Morse, který podle frekvence přiřazoval písmenům různě složité znaky, či německý stenograf Friedriech Wilhelm Käding, který na základě frekvence německých slov vydal první slovník četnosti.
Výrazným rozvojem prošla kvantitativní lingvistika zejména ve 20. století. V první polovině se o to zasloužili především ruský matematik Andrej Andrejevič Markov a americký lingvista a psycholog německého původu George Kingsley Zipf. Markov došel k závěru, že na základě určité pravděpodobnosti lze v každé části výpovědi předpovídat, jaké jazykové jednotky budou následovat, jinými slovy že lze měřit míru informace, kterou jazykové jednotky přenášejí. Tato teorie, nazvaná Markovův proces, přispěla k rozvoji teorie pravděpodobnosti, matematické statistiky a teorie informace. Zipf se zabýval matematicky formulovanými zákonitostmi slovní zásoby přirozených jazyků, známé pod názvem Zipfovy zákony. Druhá polovina 20. století se v oblasti kvantitativní lingvistiky rozvíjí pomocí vědeckého přínosu Gabriela Altmanna, tj. Mezerath-Altmannova zákona.
Co se týče vývoje kvantitativní lingvistiky v českých zemích, její počátky lze spojit s pedagogikou a těsnopisy. V této souvislosti se jedná zejména o práce lingvistů a zástupců Pražské školy Viléma Mathesia, Bohumila Trnky a Josefa Vachka. Dalšími osobnostmi, které se zasloužily o rozvoj kvantitativní lingvistiky v první polovině 20. století, byli Jiří Krámský a Roman Jakobson. Je třeba zmínit i Václava Příhodu a Vladimíra Šmilauera, kteří dali podnět ke vzniku českého frekvenčního slovníku. Ten vyšel v 60. letech a jeho autory byli Jaroslav Jelínek, Josef Bečka a Marie Těšitelová, která se stala významnou představitelkou české kvantitativní lingvistiky. Mezi další české významné osobnosti věnující se kvantitativní lingvistice patří bezpochyby orientalista a textolog Luděk Hřebíček, který se specializuje na kvantitativní teorii textu a Menzerath-Altmannův zákon.

### Spolupráce s dalšími významnými osobnostmi
Altmann spolupracoval s mnoha vědeckými osobnostmi, jako např. Werner Lehfeldt (německý slavista), Gejza Wimmer (matematik), Reinhard Köhler (kvantitativní lingvista), Luděk Hřebíček (kvantitativní lingvista), Ioan Iovitz Popescu (fyzik), Ján Mačutek (teorie pravděpodobnosti, kvantitativní lingvistika) či Radek Čech (kvantitativní analýza textu, kvantitativní syntax – valence, syntakticky komplexní sítě), což ostatně dokládá i jejich společná publikační činnost (viz Bibliografie).

### Inspirace významným dílem
Na tomto místě je třeba uvést dílo Vladimíra Skaličky, Altmannova učitele, který začal podněcovat tehdejší lingvisty k úvahám nad využitím metodických postupů ostatních věd. Požadavek odmítnutelných a testovatelných hypotéz, resp. vědeckých zákonů, které platí do doby, než jsou vyvráceny, vznášeli kromě Altmanna moderní epistemologové Karel Reimund Popper a Mario Bunge.

## Dílo

#### Autoritativní díla
Monografie
- ALTMANN, Gabriel. Statistik für Linguisten I. Bochum: Brockmeyer, 1980. ISBN 3884761765.

- ALTMANN, Gabriel. Wiederholungen in Texten. Bochum: Brockmeyer, 1988.
- ALTMANN, Gabriel et al. Einführung in die quantitative Lexikologie. Göttingen: Peust & Gutschmidt, 2002. ISBN 3-88339-150-6.
- ALTMANN, Gabriel; HAMMERL, Rolf. Diskrete Wahrscheinlichkeitsverteilungen I. Bochum: Brockmeyer, 1989. ISBN 3-88339-764-4.
- ALTMANN, Gabriel; LEHFELDT, Werner. Allgemeine Sprachtypologie. München: Fink, 1973. ISBN 3-7705-0938-2.
- ALTMANN, Gabriel; LEHFELDT, Werner. Einführung in die quantitative Phonologie. Bochum: Brockmeyer, 1980. ISBN 3-88339-150-6.
- ALTMANN, Gabriel; SCHWIBBE, Michael. Das Menzerathsche Gesetz in informationsverarbeitenden Systemen. Hildesheim: Olms ISBN 3-487-09144-5.
- ALTMANN, Gabriel; ZÖRNIG, Peter. Diskrete Wahrscheinlichkeitsverteilungen II. Bochum: Brockmeyer, 1992. ISBN 3-88339-981-7.
- ALTMANN, Vivien; ALTMANN, Gabriel. Anleitung zu quantitativen Textanalysen. Methoden und Anwendungen. Lüdenscheid: RAM-Verlag, 2008. ISBN 978-3-9802659-5-9.
- ČECH, Radek; ALTMANN, Gabriel. Problems in Quantitative Linguistics 3. Lüdenscheid: RAM-Verlag, 2011. ISBN 978-3-942303-08-8.
- KÖHLER, Reinhard; ALTMANN, Gabriel. Problems in Quantitative Linguistics 2. Lüdenscheid: RAM-Verlag, 2009. ISBN 978-3-9802659-7-3.
- POPESCU, Ioan-Iovitz; ALTMANN, Gabriel et al. Aspects of Word Frequencies. Lüdenscheid: RAM-Verlag, 2009a. ISBN 978-3-9802659-6-6.
- POPESCU, Ioan-Iovitz; ALTMANN, Gabriel et al. Word Frequency Studies. Berlin-New York: Mouton de Gruyter, 2009b. ISBN 978-3-11-021852-7.
- POPESCU, Ioan-Iovitz; ALTMANN, Gabriel et al. Vectors and Codes of Text. Lüdenscheid: RAM-Verlag, 2010. ISBN 978-3-942303-02-6.
- POPESCU, Ioan-Iovitz; ČECH, Radek; ALTMANN, Gabriel. The Lambda-Structure of Texts. Lüdenscheid: RAM-Verlag, 2011. ISBN 978-3-942303-05-7.
- STRAUSS, Udo; FAN, Fengxiang; ALTMANN, Gabriel. Problems in Quantitative Linguistics 1. Lüdenscheid: RAM-Verlag, 2008. ISBN 978-3-9802659-4-2.
- TUZZI, Arjuna; POPESCU, Ioan-Iovitz; ALTMANN, Gabriel. Quantitative Analysis of Italian Texts. Lüdenscheid: RAM-Verlag, 2010. ISBN 978-3-942303-00-2.
- WIMMER, Gejza; ALTMANN, Gabriel et al. Úvod do analýzy textov. Bratislava: Veda, 2003. ISBN 80-224-0756-9.
- WIMMER, Gejza; ALTMANN, Gabriel. Thesaurus of Univariate Discrete Probability Distributions. Essen: Stamm-Verlag, 1999. ISBN 3-87773-025-6.
- ZIEGLER, Arne; ALTMANN, Gabriel. Denotative Textanalyse. Wien: Praesens, 2002. ISBN 3-7069-0131-5.

Články (od roku 2009)
- ALTMANN, Gabriel. Prolegomena to Menzerath’s Law. Glottometrika. Roč. 1980, čís. 2, s. 1–10. ISBN 3-88339-104-2.
- ALTMANN, Gabriel. Texte und Theorien. In: MULLER DELCOURT, Charles; HUG, Marc. Mélanges offerts à Charles Muller. Paris: Conseil International de la Langue Français, 2009. S. 37–45.
- BILYNSKY, Michael; PEREYMYBIDA, Andriy; ALTMANN, Gabriel. Weight Factor Formalism in the Study of Lexical Growth: The Case of Textually Modelled Strings of English Verbs.. In: KELIH, Emmerich; LEVICKIJ, Victor; ALTMANN, Gabriel. Methods of Text Analysis. Černivci: ČNU, 2009. S. 13–39.
- ČECH, Radek; POPESCU, Ioan-Iovitz; ALTMANN, Gabriel. Euphony in Slovak Poetry. Glottometrics. 2011a, čís. 22, s. 5–16. (PDF ram-verlag.eu)
- ČECH, Radek; POPESCU, Ioan-Iovitz; ALTMANN, Gabriel. Word Length in Slovak Poetry. Glottometrics. 2011b, čís. 22, s. 44–56. (PDF ram-verlag.eu)
- FAN, Fengxiang; GRZYBEK, Peter; ALTMANN, Gabriel. Dynamics of Word Length in Sentences. Glottometrics. 2010, čís. 20, s. 70–109. (PDF ram-verlag.eu)
- KÖHLER, Reinhard; ALTMANN, Gabriel. „Quantitative Linguistics. In: HOGAN, Patrick Colm. The Cambridge Encyclopedia od the Language Sciences. New York: Cambridge University Press, 2011. S. 695–697.
- MARTINÁKOVÁ, Zuzana; MAČUTEK, Ján; POPESCU, Ioan-Iovitz, Altmann, Gabriel. Ord´s Criterion in Musical Texts. Glottotheory. 2009, čís. 2, s. 86–98.
- NAUMANN, Sven; POPESCU, Ioan-Iovitz; ALTMANN, Gabriel. Aspects of Nominal Style. Glottometrics. 2012, čís. 23, s. 23–55. (PDF ram-verlag.eu)
- NEMCOVA, Emília; POPESCU, Ioan-Iovitz; ALTMANN, Gabriel. Word Associations in French. In: BERNDT, A.; BÖCKER, J. Sprachlehrforschung: Theorie und Empirie. Frankfurt: Lang S. 223–237.
- OVERBECK, Anja; TUZZI, Arjuna; POPESCU, Ioan-Iovitz, Altmann, Gabriel. Analysis of Italian Word Classes. Glottometrics. 2010, čís. 20, s. 12–28. (PDF ram-verlag.eu)
- POPESCU, Ioan-Iovitz; ALTMANN, Gabriel. A modified Text Indicator. In: KELIH, Emmerich; LEVICKIJ, Victor; ALTMANN, Gabriel. Methods of Text Analysis. Černivci: ČNU, 2009. S. 208–229.
- POPESCU, Ioan-Iovitz; KÖHLER, Reinhard; ALTMANN, Gabriel. Zipf's Law – Another View. [online]. [cit. 2019-05-09]. Dostupné online.[nedostupný zdroj]
- POPESCU, Ioan-Iovitz; EMMERICH, Kelich; ALTMANN, Gabriel, Karl-Heinz Best. Diversification of the Case. Glottometrics. 2009, čís. 18, s. 32–39. (PDF ram-verlag.eu)
- POPESCU, Ioan-Iovitz; MARTINÁKOVÁ-RENDEKOVÁ, Zuzana; ALTMANN, Gabriel. Stratification in Musical Texts Based on Rank-frequency Distribution of Tone Pitche. In:  Proceedings of the 10th WSEAS International Conference on Acoustics and Music: Theory and Applications. [s.l.]: [s.n.], March 2009. S. 116 – 119.
- POPESCU, Ioan-Iovitz; ALTMANN, Gabriel; KÖHLER, Reinhard. Zipf’s Law – Another View. Quality & Quantity. 2010, roč. 44, čís. 4, s. 713 – 731.
- SANADA, Haruko; ALTMANN, Gabriel. Diversification of Postpositions in Japanese.. Glottometrics. 2009, čís. 19, s. 70–79. (PDF ram-verlag.eu)
- TUZZI, Arjuna; ALTMANN, Gabriel. Parts-of-speech Diversification in Italian Texts.. Glottometrics. 2009, čís. 19, s. 42–48. (PDF ram-verlag.eu)

- Tuzzi, Arjuna, Ioan-Iovitz Popescu a Gabriel Altmann. (2009). Zipf's Law in Italian Texts.“ Journal of Quantitative Linguistics 16(4): 354–367.
- Tuzzi, Arjuna, Ioan-Iovitz Popescu a Gabriel Altmann. 2010. „The Golden Section in Texts.“ ETC. Empirical Texts and Culture Research 4: 30–41.
- Popescu, Ioan-Iovitz a Gabriel Altmann. 2011. „Thematic Concentration in Texts.“ In Issues in Quantitative Linguistics, Vol. 2, eds. Emmerich Kelih, Victor Levickij a Yuliya Matskulyak, 110–116. Lüdenscheid: RAM.
- Popescu, Ioan-Iovitz, Radek Čech a Gabriel Altmann. 2010. „Structural Conservatism and Innovation in Texts.“ Glottotheory 3(2): 43–63.
- Popescu, Ioan-Iovitz, Radek Čech a Gabriel Altmann. 2011a. „On Stratification in Poetry.“ Glottometrics 21: 54–59. (PDF ram-verlag.eu)
- Popescu, Ioan-Iovitz, Radek Čech a Gabriel Altmann. 2011b. „Vocabulary Richness in Slovak Poetry." Glottometrics 22: 62–72. (PDF ram-verlag.eu)
- Popescu, Ioan-Iovitz, Radek Čech a Gabriel Altmann. 2012a. „Some Characterizations of Slovak Poetry.“ In Synergetic Linguistics. Text and Language as Dynamic Systems, eds. Sven Naumann, Peter Grzybek, Relja Vulanović a Gabriel Altmann, 187–195. Wien: Praesens.
- Popescu, Ioan-Iovitz, Radek Čech a Gabriel Altmann. 2012b. „Some Geometric Properties of Slovak Poetry.“ Journal of Quantitative Linguistics 19(2): 121–131.
- Popescu, Ioan-Iovitz, Ján Mačutek a Gabriel Altmann. 2010. „Word Forms, Style and Typology.“ Glottotheory 3(1): 89–96.

### Sekundární literatura
- Andres, Jan, Martina Benešová, Lubomír Kubáček a Jana Vrbková. 2012. „Methodological Note on the Fractal Analysis of Texts.“ Journal of Quantitative Linguistics 19 (1): 1–31.
- Benešová, Martina. 2011. Kvantitativní analýza textu se zvláštním zřetelem k analýze fraktální. Olomouc: Univerzita Palackého v Olomouci.
- Černý, Jiří. 1996. Dějiny lingvistiky. Olomouc: Votobia.
- Hřebíček, Luděk. 1997. Lectures on Text Theory. Praha: Academy of Sciences of the Czech Republic.
- Hřebíček, Luděk. 2002. Vyprávění o lingvistických experimentech s textem. Praha: Academia.
- Hřebíček, Luděk. 2006. „Struktura textu a sémantika.“ Antropo WEBZIN 1–2: 36–39. Cit. podle http://antropologie.zcu.cz/struktura-textu-a-semantika Archivováno 23. 2. 2014 na Wayback Machine.
- Hřebíček, Luděk. 2007. „Sémantické slapy v textových strukturách.“ Slovo a slovesnost 68: 83–90. Cit. podle https://web.archive.org/web/20140222011730/http://www.kb-old.upol.cz/data/soubor_kb_807.pdf
- Hřebíček, Luděk. 2008. „Filologie versus lingvistika: Nadvětné textové konstrukty.“ Vesmír 87: 488–490. Cit. podle http://www.vesmir.cz/clanek/filologie-versus-lingvistika
- Těšitelová, Marie. 1987. Kvantitativní lingvistika. Praha: SPN.
- Uhlířová, Ludmila. 2005. „Quantitative linguistics in the Czech Republic.“ In Quantitative Linguistik/Quantitative Linguistics: Ein internationales Handbuch/An International Handbook, eds. Reinhard Köhler, Gabriel Altmann a Rajmund G. Piotrowski, 129–135. Berlin: Walter de Gruyter.